# Tsesna-Astyk
Tsesna-Astyk (russisch Цесна-Астык) ist ein Lebensmittelhersteller in Kasachstan mit Sitz in Astana. Zu den Produkten von Tsesna-Astyk gehören vor allem Mehl, Brot und Nudeln sowie Getreideprodukte. Es ist an der Kasachischen Börse gelistet.
Im Sortiment von Tsesna-Astyk befinden sich etwa 150 verschiedene Produkte. Rund 40 Prozent der Produkte exportiert das Unternehmen nach Russland, Georgien, Kirgisistan, Tadschikistan, Turkmenistan, Usbekistan, Moldawien, Afghanistan, in die Mongolei und nach Südkorea.